# NN-313
La carretera NN‑313 es una vía departamental secundaria que se localiza en el municipio de Sébaco, en el departamento de Matagalpa. Tiene una longitud de 18.88 kilómetros y conecta el sector urbano de Chagüitillo con la comunidad de San Andrés del Tamarindo. La vía fue reconstruida en 2024 por el MTI para mejorar el acceso a zonas agrícolas y fortalecer la conectividad rural.

## Trazado y cruces
La siguiente tabla muestra su recorrido, localidades y principales conexiones:
| km    | Localidad                    | Departamento | Conexión / Ruta |
| ----- | ---------------------------- | ------------ | --------------- |
| 0.0   | Iglesia Católica Chagüitillo | Matagalpa    |                 |
| 8.9   | Comunidad intermedia         | Matagalpa    |                 |
| 18.88 | San Andrés del Tamarindo     | Matagalpa    |                 |

## Coordenadas
Un tramo de la carretera puede ubicarse en las coordenadas: 12°49′34″N 86°05′39″O / 12.8261, -86.0943